# Hesitation Marks
Hesitation Marks (znany również jako Halo 28) − ósmy album studyjny amerykańskiego zespołu Nine Inch Nails, wydany 3 września 2013 roku. Jest to pierwszy album zespołu wydany przez wytwórnię Columbia Records. Pierwszy oficjalny singel albumu, "Came Back Haunted", wydany został 6 czerwca 2013 roku. Za okładki odpowiada Russell Mills, który pracował wcześniej z Nine Inch Nails przy okładce do The Downward Spiral, singli z tego albumu i przy Closure. Pojawiły się trzy wydania Hesitation Marks: wydanie winylowe i standardowe CD z 14 utworami, oraz edycja deluxe wydania CD z 3 bonusowymi remiksami i wywiadem z Reznorem. Obydwie edycje są również dostępne do kupienia w wersji cyfrowej. 27 sierpnia 2013 album został udostępniony za darmo do odsłuchania na stronie iTunes.

## Historia
Hesitation Marks został oficjalnie zapowiedziany przez Trenta Reznora 28 maja 2013 roku na oficjalnej stronie zespołu. Wyjawił również, że przy albumie pracował rok wraz z Atticusem Rossem i Alanem Moulderem. Tytuł i data wydania albumu − 3 września 2013 − zostały wyjawione 5 czerwca 2013 roku na oficjalnym profilu Nine Inch Nails na Twitterze, dzień przed wydaniem pierwszego singla. Oficjalna lista utworów wydania standardowego została podana 21 czerwca 2013 roku.

## Lista utworów
1. "The Eater of Dreams" - 0:52
2. "Copy of A" - 5:23
3. "Came Back Haunted" - 5:17
4. "Find My Way" - 5:16
5. "All Time Low" - 6:18
6. "Disappointed" - 5:44
7. "Everything" - 3:20
8. "Satellite" - 5:03
9. "Various Methods of Escape" - 5:01
10. "Running" - 4:08
11. "I Would for You" - 4:33
12. "In Two" - 5:32
13. "While I'm Still Here" - 4:03
14. "Black Noise" - 1:29

Wydanie japońskie
1. "Everything" (Autolux Remix)

Edycja Deluxe
1. "Find My Way" (Oneohtrix Point Never Remix) - 4:47
2. "All Time Low" (Todd Rundgren Remix) - 5:49
3. "While I'm Still Here" (Breyer P-Orridge 'Howler' Remix) - 7:03

Edycja iTunes
1. "Trent Reznor in Conversation With..."